# 美しい十代
『美しい十代』（うつくしいじゅうだい）は、1963年10月にリリースされた歌手・三田明のデビューシングルである。三田の代表曲でもある。

## 概要
この曲は、当時は流行っていた青春歌謡を代表する曲で、タイトルのように清純な10代の学生の学園生活が描かれている。
歌がヒットしたこともあって、翌1964年には三田出演で同名の映画が作られた。
三田は、1964年から1969年まで『NHK紅白歌合戦』に出場しているが、紅白では本曲は披露していない。
1970年にフジテレビ系列で放送されたバラエティ番組『祭りだ!ワッショイ!』のワンコーナー「おたのしみアニメ劇場（歌謡アニメ劇場）」において、三田の歌う「美しい十代」が使用された。

## 収録曲
1. 美しい十代
作詞：宮川哲夫、作曲：吉田正
2. 千羽鶴
作詞：宮川哲夫、作曲：吉田正

## 映画
『美しい十代』（うつくしいじゅうだい）は1964年の日本の青春映画であり、同名の歌を主題歌として作られた歌謡ドラマ。みなし子の竹内ミカとやくざの幹部を目指す津村純との恋を描く。
吉村廉監督の作品で、出演は西尾三枝子、浜田光夫、三田明、市川好郎など。

### キャスト
竹内ミカ
演 - 西尾三枝子
岩手県出身。母は心臓病で亡くなり身寄りはない。千住の料理屋から飛び出して、丸正食品ストアーで働き始める。夜学で勉強しようと考えている。
津村純
演 - 浜田光夫
花田組のチンピラ。両親は死んでいて身寄りはない。やくざの幹部を目指している。
三島宏
演 - 三田明
丸正食品ストアーの従業員。夜学で学びながら働いている。親は釣り船と釣り具の店を営んでいて、弟が2人、妹が2人、飼い犬が1匹いる。
三島保
演 - 市川好郎
花田組のチンピラ。純といっしょに行動している。
鈴木悦子
演 - 千代侑子
丸正食品ストアーの従業員。ミカと同室で暮らしている。
山上和子
演 - 久里千春
千住の料理屋の女将。ミカの母親が死んだときに葬式代を立て替えて養女にしたと言っているが、ミカ本人はその事情は知らない。
山田君子
演 - 葵真木子
丸正食品ストアーの従業員。ミカと同室で暮らしている。
寺内茂
演 - 下元勉
丸正食品ストアーの支配人。
松木巡査
演 - 宇野重吉
ミカが丸昌食品ストアーで働けるよう紹介した。
川島
演 - 弘松三郎
花田組の幹部。
北村
演 - 梅野泰靖
花田組の幹部。
吉田里二
演 - 市村博
丸正食品ストアーの従業員。
洋品店の主人
演 - 玉村駿太郎
山上和子のパトロン。
中村栄二
演 - 亀山靖博
丸正食品ストアーの従業員。
宏の母・八重子
演 - 三崎千恵子
百貨店の女店員
演 - 有田双美子
スカート売場の店員。
塚出大作
演 - 英原穣二
三島宏が通う定時制高校の教師。
セールスマン風の男
演 - 二階堂郁夫
受付の警官
演 - 二木草之助
小田原警察署少年係。
内儀さん
演 - 早川由記
丸正食品ストアー社員寮の寮母。
街のズベ公1
演 - 西原泰江
孝子
演 - 本間のり子
その他の出演者
演 - 松尾嘉代、小柴隆、水木京二、恩田恵子、岩沢昭栄、加瀬かをる、三浜元、渡辺節子、塩崎圭子、村田恭、山本正、会田爲久

### 製作
- 監督：吉村廉
- 企画：水の江滝子、林本博佳
- 脚本：宮内婦貴子
- 撮影：姫田真左久
- 照明：岩木保夫
- 録音：八木多木之助
- 美術：中村公彦
- 編集：丹治睦夫
- 助監督：鈴木康久
- 色彩計測：安藤庄平
- 現像：東洋現像所
- 製作担当者：武藤良夫
- 協賛：芦ノ湖畔 箱根園
- スクリプター：桑原みどり
- 音楽：伊部晴美

#### 音楽
- 主題歌：「美しい十代」（歌：三田明、作詞：宮川哲夫、作曲：吉田正）
- 「湖畔の丘」（歌：三田明、作詞：東次郎、作曲：吉田正）
- 「みんな名もなく貧しいけれど」（歌：三田明、作詞：宮川哲夫、作曲：吉田正）

#### ロケ地
- 国鉄（現ＪＲ）総武線の錦糸町駅南口（｢駅ビルきんし町｣はテルミナと名称変更されて現存）
- 警視庁本所警察署　錦糸町駅前交番（錦糸町駅南口交番として同じ場所にあるが、建替えられて向きが変わっている）
- 国鉄（現ＪＲ）総武線の錦糸町駅北側にある貨物ヤード（現在は北口広場となっている辺り、線路を挟んで見える｢駅ビルきんし町｣はテルミナと名称変更されて現存、東京楽天地は建替えられて現在は錦糸町ＰＡＲＣＯ）
- 都電錦糸堀車庫（現在の丸井錦糸町店がある場所）、及びその裏手にある「清昌稲荷大神」、「出世弁財天」
- 東武亀戸線亀戸駅から一つ目の踏切（江東区亀戸５丁目）
- 東武亀戸線亀戸駅から二つ目の踏切（江東区亀戸５丁目）
- 上野動物園
- 勝鬨橋